# مورای بریج
مورای بریج (انگلیسی: Murray Bridge, South Australia) یک منطقه مسکونی در استرالیا است.